# Estadio Armando Barillas
Estadio Armando Barillas – stadion piłkarski znajdujący się w mieście Escuintla w Gwatemali. Posiada nawierzchnię trawiastą. Może pomieścić 10000 osób. Został otwarty w 1999 roku. Swoje mecze rozgrywają na nim kluby CD Heredia, Deportivo Iztapa, Juventud Escuintleca FC.